# Fernando Botero Zea
Fernando Botero Zea (Città del Messico, 23 agosto 1956) è un economista, politico e imprenditore messicano naturalizzato colombiano.

## Biografia

### Primi anni
Fernando Botero Zea è nato a Città del Messico ed è il primo figlio del famoso artista plastico Fernando Botero. Sua madre era Gloria Zea, una collezionista d'arte, promotrice culturale, direttrice del Museo di Arte Moderna di Bogotá per 46 anni e anche ministro della Cultura della Colombia.
I suoi genitori divorziarono nel 1960, appena cinque anni dopo essersi sposati. Botero ha una sorella di nome Lina, che lavora come curatrice d'arte e arredatore d'interni, e un fratello di nome Juan Carlos, che è uno scrittore.

## Studi accademici
Ha avuto un ampio e continuo processo di formazione accademica professionale. Inizialmente ha studiato in Francia; lì ha conseguito un Certificato di Studi Politici presso l'Istituto di studi politici di Parigi, nel 1975. Si è anche laureato presso l'Università delle Ande della Colombia, in Economia e Scienze Politiche.
Negli anni '80, ha frequentato la Kennedy School of Business e la Kennedy School of Government, entrambi all'Università di Harvard. Lì ha conseguito due titoli accademici: Master in Business Administration e Master in Finanza Pubblica.
Anni dopo, dopo il periodo trascorso nella vita politica in Colombia, Botero è tornato alla sua passione per gli studi accademici e la comunicazione sociale. Pertanto, nel 1999 ha completato un Master in Giornalismo presso la City University di Londra. E diversi anni dopo, nel 2016, ha conseguito un Master in Scienze della Felicità, presso l'Università Tec Milenio, dell'Istituto di tecnologia e istruzione superiore di Monterrey, in Messico.

## Professore universitario
Botero ha dedicato alcuni anni della sua vita all'insegnamento. È stato professore universitario sia in Colombia che in Messico, insegnando Politica Macroeconomica e Finanza:
| Anni        | Corso accademico   | Università                          | Città e nazione            |
| ----------- | ------------------ | ----------------------------------- | -------------------------- |
| 1989 - 1993 | Economia e Finanza | Università Externado dalla Colombia | Bogotà, Colombia           |
| 1983 - 1994 | Economia e Finanza | Università delle Ande               | Bogotà, Colombia           |
| 1999 - 2001 | Economia e Finanza | Università delle Americhe, A.C.     | Città del Messico, Messico |
| 1999 - 2001 | Economia e Finanza | Università Iberoamericana           | Città del Messico, Messico |

## Pubblicazioni
| Anno | Titolo                                                | Editore                         | Città e nazione            |
| ---- | ----------------------------------------------------- | ------------------------------- | -------------------------- |
| 1988 | Bogotá Descentralizada (Bogotà Decentrata)            | Edizioni Cromos                 | Bogotà, Colombia           |
| 2012 | Conversaciones en la Cantina (Conversazioni in Mensa) | Edizioni Felou                  | Città del Messico, Messico |
| 2014 | México desde el cielo (Messico dal cielo)             | Gruppo editoriale Estilo México | Città del Messico, Messico |

## Relazioni
Durante i suoi anni di formazione accademica, il suo tempo in politica e le sue attività imprenditoriali, Botero Zea ha incontrato persone relativamente famose, con le quali ha stretto amicizia. Ha stretto amicizia con l'autore e leader aziendale Lawrence Au, nonché con Joelle Au, una studentessa dell'Università di New York che è diventata una nota stratega del marketing digitale. È anche amico del mercante d'arte svizzero Simon de Pury; l'uomo d'affari di Hong Kong Stephen Hung e il fondatore, co-presidente e CEO di Abercrombie & Kent, Geoffrey Kent. Allo stesso modo, l'ex ministro degli esteri messicano Jorge Castañeda e Edward Henkel, tra gli altri, sono suoi amici.

## Vita lavorativa

### Consulente
Ha svolto attività di consulenza sulle strategie bancarie per la società McKinsey & Company in Spagna. È stato membro del consiglio di amministrazione della società di consulenza Borsa di Colombia e consulente di produttività aziendale per aziende come Colgate-Palmolive, Xerox, Glaxo e Novartis.
Dopo il suo periodo come funzionario pubblico, Botero è tornato a concentrarsi sulle attività commerciali, essendo già in quel momento basato in Messico. Dal 1999 al 2003 è stato Presidente della società Estrategia de Negocios e dal 2003 dirige il Grupo Editorial Estilo México. Dal 2008 è Presidente di Hemisférica Capital Management.

### Imprenditore
Nello stesso periodo, ha fondato Itacate de México, una società dedicata alla consegna di cibo nutriente a basso costo, come fornitore di piani alimentari del governo. Al suo apice, Itacate consegnava circa due milioni di pasti al giorno. 
Tra il 2010 e il 2011 ha fondato un'azienda chiamata Bodybrite. Questa azienda è una catena di centri estetici, principalmente rivolti alle persone della classe media, che aveva più di 120 negozi in Messico e una clientela ricorrente di 400.000 persone nel 2021. Nel 2012, questa società ha ampliato le sue attività e ha aperto una società consociata in Colombia, chiamata anche Bodybrite. Nel 2021, Bodybrite Colombia aveva 68 negozi e una clientela che superava i 200.000 clienti ricorrenti.
Combinando sedi in Messico e Colombia, Bodybrite impiega circa 2.000 persone. Questa società ha anche attività a Shanghai, in Cina, dove impiega circa altre 2.000 persone e ha ampliato le sue attività negli Stati Uniti e in Canada.
Nel 2014, Botero Zea raccoglie l'eredità culturale di famiglia  e decide di creare Botero in China, l'azienda incaricata di organizzare la prima mostra di suo padre, Fernando Botero, in Cina. La mostra artistica che ha raccolto l'opera del padre è stata presentata a Pechino, Shanghai e Hong Kong, riunendo oltre 1,5 milioni di visitatori. Entro il 2021, l'azienda aveva già organizzato più di 200 conferenze educative in 21 paesi.
Botero Zea continua a vivere a Città del Messico, lavorando come direttore del Grupo Editorial Estilo México, che pubblica le riviste Estilo México, be!, Espacio Corporativo e alcune altre pubblicazioni di marchi come Peyrelongue.

## Vita politica
Ha iniziato la sua carriera politica come Consigliere di Bogotà in rappresentanza del Partito Liberale Colombiano, tra il 1988 e il 1990. È stato senatore della repubblica dal 1991 al 1993. Successivamente, ha ricoperto la carica di capo della campagna presidenziale del candidato Ernesto Samper, nel 1994. Quando Samper ha vinto le elezioni presidenziali, Botero Zea è stato nominato Ministro della Difesa della Colombia. Non era la prima volta che Botero ricopriva un incarico in un consiglio dei ministri. Tra il 1986 e il 1988, è stato Vice Ministro del Governo del Presidente Virgilio Barco.
Il suo interesse per gli affari pubblici era diventato imminente fin dalla tenera età; ne è prova l'orientamento dei suoi studi. Forse, anche i conversazioni familiari a cui ha assistito fin da giovanissimo hanno avuto influenza. Suo nonno materno, Germán Zea, era stato l'ambasciatore colombiano negli Stati Uniti d'America. A causa di quell'eredità e delle sue capacità politiche, il Partito Liberale Colombiano lo aveva indicato come un possibile candidato alla presidenza della repubblica.

### Campagna politica e primo processo
Poco dopo la vittoria presidenziale di Ernesto Samper, il suo avversario politico e futuro successore - Andrés Pastrana, lo ha accusato di aver ricevuto donazioni elettorali dal cartello di Cali, per un importo di 6 milioni di dollari. A quel tempo, il procuratore generale colombiano era Alfonso Valdivieso Sarmiento, che ha condotto personalmente questa indagine. Valdivieso è cugino del defunto Luis Carlos Galán Sarmiento, un carismatico candidato alla presidenza assassinato nel 1989 dal cartello di Medellín, a causa delle sue opinioni politiche. Galán ha favorito l'estradizione dei trafficanti di droga colombiani negli Stati Uniti per l'accusa.
L'indagine di Valdivieso ha rivelato connessioni tra il cartello di Cali e diverse personalità importanti della società colombiana, inclusi politici, giornalisti, atleti, militari, polizia, artisti, tra gli altri. Di conseguenza, numerosi politici e membri di alto rango del governo sono stati incriminati. Botero Zea è stato arrestato nell'ambito di tale indagine con l'accusa di associazione a delinquere finalizzata all'ottenimento illecito di risorse economiche a favore di terzi. Ha scontato un totale di 30 mesi di carcere ed è stato rilasciato il 12 febbraio 1998.

### Secondo processo
Nel 2002 la giustizia colombiana ha avviato un altro processo contro di lui, per il presunto furto di oltre 800 milioni di pesos colombiani destinati alla stessa campagna presidenziale del 1994, in parte investiti nell'acquisto di una fattoria a Tabio, un comune situato a nord di Bogotà. Nello stesso anno, la Procuratore Generale della Nazione lo ha condannato a 2 anni e mezzo di reclusione, ma il giudice 37 della capitale colombiana ha revocato la sentenza.
Nonostante ciò, nel 2003 il Consiglio Superiore della Magistratura (Corte Superiore di Bogotà) ha ribadito la sentenza nei confronti di Botero; per questo motivo, ha detto che avrebbe portato il suo caso davanti ai tribunali internazionali. Tuttavia, nel gennaio 2007 la Corte Suprema di Giustizia ha finalmente confermato la decisione della Corte Superiore di Bogotà.
In un'intervista televisiva per RCN Televisión martedì 13 febbraio 2007, Botero ha presentato prove della sua innocenza, ha denunciato la persecuzione politica che sarebbe stata presumibilmente la causa delle sentenze avverse del sistema giudiziario e ha offerto informazioni dettagliate, che fino ad allora avevano stato sconosciuto.
Nel 2009, la Camera Penale della Corte Superiore di Bogotá ha concesso a Botero Zea il beneficio della libertà condizionale, dopo aver pagato una multa. Tale tribunale ha chiesto alla Procura Generale di sospendere il suo mandato di cattura, consentendo così a Botero di rientrare in Colombia dopo 11 anni di permanenza continuativa in Messico. Da quel momento, ha dedicato il suo tempo personale e professionale a diverse attività, soffermandosi alcune stagioni in Messico e altri in Colombia.

## Vita privata
Botero Zea ha sposato María Elvira Quintana nel 1988. Come risultato di quella relazione, hanno avuto due figli: Fernando Botero Quintana e Felipe Botero Quintana. Botero ha anche una figlia da una precedente relazione, di nome Camila Botero Llano. Successivamente, nel 1999, ha sposato María Inés Londoño Reyes, figlia di Fernando Londoño Henao, un uomo d'affari colombiano, co-fondatore di Caracol Radio e Caracol Television. María Inés ha 3 figlie dal suo precedente matrimonio.
Botero è appassionato di sport estremi. Gli sport che ha praticato nel corso della sua vita sono: pugilato, arti marziali miste, tennis, equitazione, sci, immersioni subacquee, parapendio, vela, alpinismo e arrampicata.
Continuando l'eredità di sua madre, Gloria Zea (che è stata un'importante promotrice dello sviluppo dell'opera lirica nel suo paese), Fernando Botero Zea è sponsor permanente dell'opera lirica in Colombia dalla morte della madre nel 2019.